# Pajod
Pajod fou un estat tributari protegit al Kathiawar, Gujarat, un jagir concedit pels babis de Junagarh a Khanzada Sujayatkhanji Salabatkhanji, net de Khan Shri Mukhtyarkhanji Shermakhanji de Sardargarh-Bantva, una branca de la dinastia babi de Junagarh.

## Llista de jagirdars
- Khan Shri SUJAYATKHANJI SALABATKHANJI
- Khan Shri MUKHTIARKHANJI SUJAYATKHANJI
- Khan Shri IMAMKHANJI MUKHTIARKHANJI
- Khan Shri MURTAZAKHANI IMAMKHANJ ?-1918
- Khan Shri IMAMUDINKHANJI MURTAZAKHANJI BABI 1918-1949